# Prix Gustav-Ernesaksa de musique chorale
Le prix Gustav-Ernesaksa de musique chorale (estonien : Gustav Ernesaksa nimeline koorimuusika peastipendium) est un prix décerné par la Fondation Gustav Ernesaksa.

## Lauréats
Les Lauréats sont,,:
| Année | Lauréat           |
| ----- | ----------------- |
| 1993  | Veljo Tormis      |
| 1994  | Kuno Areng        |
| 1995  | Tiia-Ester Loitme |
| 1996  | Venno Laul        |
| 1997  | Ester Mägi        |
| 1998  | Ants Üleoja       |
| 1999  | Ants Soots        |
| 2000  | Olev Oja          |
| 2001  | Alo Ritsing       |
| 2002  | Silvia Mellik     |
| 2003  | Vaike Uibopuu     |
| 2004  | Uno Järvela       |
| 2005  | Uno Uiga          |
| 2006  | Ants Sööt         |
| 2007  | Ene-Juta Üleoja   |
| 2009  | Jüri Rent         |
| 2010  | Tõnu Kaljuste     |
| 2011  | Hirvo Surva       |
| 2012  | Aarne Saluveer    |
| 2013  | Heli Jürgenson    |
| 2014  | Raul Talmar       |
| 2015  | Mikk Üleoja       |